# سعيد في وجه التعاسة
سعيد في وجه التعاسة مسلسل رسوم متحركة كندي أمريكي من إنتاج شركة اختراق للترفيه عرض لأول مره في 21 فبراير 2009 واستمر عرضه حتى 5 أبريل 2012 . ترجم المسلسل للغة العربية وعرض على قناة ام بي سي 3 .

## روابط خارجية
- Full credits for "Jimmy Two Shoes"
- سعيد في وجه التعاسة على موقع IMDb (الإنجليزية)
- سعيد في وجه التعاسة على موقع روتن توميتوز (الإنجليزية)
- سعيد في وجه التعاسة على موقع كينوبويسك (الروسية)
- سعيد في وجه التعاسة على موقع قاعدة بيانات الفيلم (الإنجليزية)
- Jimmy Two-Shoes at epguides.com
- Jimmy Two-Shoes نسخة محفوظة 24 أغسطس 2011 على موقع واي باك مشين. at تي في.كوم